# タタンカケファルス
タタンカケファルス（Tatankacephalus、「バイソンの頭」の意味）は、アメリカで発見された曲竜類で、ノドサウルス科の属である。2009年、パーソンズが発表した。白亜紀前期に生息していた。
タタンカケファルスは、アンキロサウルスの仲間と考えられていたが、最近の研究では、原始的なノドサウルスの仲間に分類されている。
32 cmの頭骨が見つかっている。体長は不明。